# Мононгалія (округ, Західна Вірджинія)
Шаблон:StateAbbr_ 39°38′ пн. ш. 80°03′ зх. д. / 39.63° пн. ш. 80.05° зх. д.
Округ  Мононгалія (англ. Monongalia County) — округ (графство) у штаті  Західна Вірджинія, США. Ідентифікатор округу 54061.

## Історія
Округ утворений в 1776 році.

## Демографія
За даними перепису 2000 року загальне населення округу становило 81866 осіб, зокрема міського населення було 55997, а сільського — 25869. Серед мешканців округу чоловіків було 41291, а жінок — 40575. В окрузі було 33446 домогосподарств, 18504 родин, які мешкали в 36695 будинках. Середній розмір родини становив 2,91.
Віковий розподіл населення поданий у таблиці:
| Стать    | До 15 років | 15-21 | 22-29 | 30-39 | 40-49 | 50-65 | 65-85 | Понад 85 |
| -------- | ----------- | ----- | ----- | ----- | ----- | ----- | ----- | -------- |
| Чоловіки | 6316        | 7807  | 7153  | 5585  | 5490  | 5432  | 3225  | 283      |
| Жінки    | 6041        | 7229  | 5931  | 5101  | 5587  | 5429  | 4482  | 775      |

## Суміжні округи
- Файєтт, Пенсільванія — північний схід
- Грін, Пенсільванія — північ
- Меріон — південь
- Престон — схід
- Тейлор — південний схід
- Ветзел — захід

## Виноски
1. ↑  West Virginia Counties [Архівовано 23 вересня 2001 у Wayback Machine.]. Wvculture.org. Retrieved on July 24, 2013.
2. ↑  U.S. Decennial Census. United States Census Bureau. Архів оригіналу за 19 липня 2018. Процитовано 10 січня 2014.
3. ↑  Historical Census Browser. University of Virginia Library. Архів оригіналу за 11 серпня 2012. Процитовано 10 січня 2014.
4. ↑  Population of Counties by Decennial Census: 1900 to 1990. United States Census Bureau. Архів оригіналу за 3 червня 2013. Процитовано 10 січня 2014.
5. ↑  Census 2000 PHC-T-4. Ranking Tables for Counties: 1990 and 2000 (PDF). United States Census Bureau. Архів оригіналу (PDF) за 18 грудня 2014. Процитовано 10 січня 2014.
6. ↑  State & County QuickFacts. United States Census Bureau. Архів оригіналу за 7 червня 2011. Процитовано 10 січня 2014.(англ.) Наведено за англійською вікіпедією.
7. ↑  American FactFinder. Бюро перепису населення США. Архів оригіналу за 26 лютого 2012. Процитовано 31 січня 2008.

| США | Це незавершена стаття з географії США. Ви можете допомогти проєкту, виправивши або дописавши її. |